# Armadillidium euxinum
Armadillidium euxinum is een pissebed uit de familie Armadillidiidae. De wetenschappelijke naam van de soort is voor het eerst geldig gepubliceerd in 1929 door Verhoeff.